# Manu Tuilagi
Etuale Manu Samoa Tuilagi (Fogapoa, 18 de maio de 1991) é um jogador samoano naturalizado britânico de rugby union que atua na posição de centro e joga pela Seleção Inglesa de Rugby.
É conhecido como o mais novo dos irmãos Tuilagi; os mais velhos foram ou são todos jogadores da Seleção Samoana de Rugby: o ex-centro Fereti "Freddie" (hoje agente da família), o oitavo Henry, o ponta Alesana e o centro Anitelea "Andy". Os três primeiros estiveram em Copas do Mundo de Rugby por Samoa. Por ironia, o nome Manu Samoa provém exatamente do apelido pelo qual é conhecida a seleção samoana, a qual Manu não defende.
Considerado um centro poderoso, despontou no ano de 2011, por motivos bons e ruins. No campeonato inglês, foi finalista com Leicester Tigers, onde jogava ao lado do irmão Alesana, eliminando nas semifinais o rival Northampton Saints. Contudo, agrediu o adversário Chris Ashton na partida, recebendo punição de cinco semanas e perdendo a final. Ele e Ashton, ironicamente, eram os grandes destaques da Inglaterra rumo à Copa do Mundo de Rugby de 2011, onde ele foi o mais jovem dos ingleses convocados.
Em sua estreia pela Rosa, em agosto, marcou belo try diante do País de Gales e, no mundial, foi um dos destaques da seleção apesar da eliminação já nas quartas-de-final. Contudo, também envolveu-se em polêmicas no torneio, com destaque por usar irregularmente um protetor bucal patrocinado, recebendo multa de 10 mil dólares neozelandeses.
Em 2012, destacou-se na vitória sobre a Nova Zelândia no Estádio de Twickenham.